# Kosarka, Gabrovo
Kosarka (în bulgară Косарка) este un sat în comuna Dreanovo, regiunea Gabrovo,  Bulgaria. 

## Demografie
Componența etnică a satului Kosarka
     Turci (10,9%)
     Bulgari (78,18%)
     Nicio identificare (5,45%)
     Altele (5,45%)
La recensământul din 2011, populația satului Kosarka era de 55 locuitori. Din punct de vedere etnic, majoritatea locuitorilor (78,18%) erau bulgari, cu o minoritate de turci (10,9%). Pentru 5,45% din locuitori nu este cunoscută apartenența etnică.